# ジョーダン・ブラウニンガー
ジョーダン・ブラウニンガー（Jordan Brauninger、1987年1月19日 - ）は、アメリカ合衆国オハイオ州シンシナティ出身の男性フィギュアスケート選手。2004年世界ジュニア選手権3位。

## 経歴
オハイオ州のシンシナティに生まれ、セルゲイ・グリンコフの影響で5歳でスケートを始めた。スケートを始める前はアイスホッケーをしていたという。スケートを始めた当初はペアスケーターとして活動していたが、やがて男子シングルへ転向した。
2002-2003年シーズンよりISUジュニアグランプリに参戦。2003年全米選手権ジュニアクラスで2位となる。翌2003-2004年シーズンにはJGPメキシコ杯でISUジュニアグランプリ初優勝を飾った。2004年全米選手権にはシニアクラスで出場し、10位に終わったものの2004年世界ジュニア選手権代表に初選出された。世界ジュニア選手権では予選で5位となったものの、ショートプログラムとフリースケーティングで追い上げ、総合3位となりメダルを獲得した。
2004-2005年シーズン以降も国際大会にはジュニアクラスに参戦を続けたが表彰台に立つことはなかった。2005-2006年シーズンをもって引退し、プロフィギュアスケーターに転向。

## 主な戦績
| 大会/年               | 2002-03 | 2003-04 | 2004-05 | 2005-06 |
| --------------------- | ------- | ------- | ------- | ------- |
| 全米選手権            | 2 J     | 10      | 11      |         |
| 世界Jr.選手権         |         | 3       | 4       |         |
| JGPファイナル         | 6       | 4       |         |         |
| JGPアンドラ杯         |         |         |         | 7       |
| JGPクールシュベル     | 3       |         | 5       |         |
| JGPブダペスト         |         |         | 5       |         |
| JGPSBC杯              |         | 4       |         |         |
| JGPメキシコ杯         |         | 1       |         |         |
| JGPスケートスロバキア | 4       |         |         |         |
| トリグラフトロフィー  | 1 J     |         |         |         |

- J = ジュニアクラス

### 詳細
| 2005-2006 シーズン |                                                |         |         |          |
| 開催日             | 大会名                                         | SP      | FP      | 結果     |
| 2005年9月8日-11日  | ISUジュニアグランプリ アンドラ杯（カニーリョ） | 6 48.51 | 9 83.98 | 7 132.49 |

| 2004-2005 シーズン   |                                                            |          |         |          |          |
| 開催日               | 大会名                                                     | 予選     | SP      | FP       | 結果     |
| 2005年2月28日-3月6日 | 2005年世界ジュニアフィギュアスケート選手権（キッチナー）   | 2 110.58 | 5 59    | 3 119.32 | 4 178.32 |
| 2004年9月2日-5日     | ISUジュニアグランプリ ブダペスト（ブダペスト）             | -        | 2 56.39 | 7 96.6   | 5 152.99 |
| 2004年8月26日-29日   | ISUジュニアグランプリ クールシュヴェル（クールシュヴェル） | -        | 5 50.73 | 5 98.12  | 5 148.85 |

| 2003-2004 シーズン   |                                                      |      |    |    |      |
| 開催日               | 大会名                                               | 予選 | SP | FP | 結果 |
| 2004年2月29日-3月7日 | 2004年世界ジュニアフィギュアスケート選手権（ハーグ） | 5    | 3  | 3  | 3    |
| 2003年12月11日-14日  | 2003/2004 ISUジュニアグランプリファイナル（マルメ）  | -    | 6  | 4  | 4    |
| 2003年10月16日-19日  | ISUジュニアグランプリ SBC杯（岡谷）                  | -    | 3  | 4  | 4    |
| 2003年9月25日-28日   | ISUジュニアグランプリ メキシコ杯（メキシコシティ）   | -    | 2  | 1  | 1    |

| 2002-2003 シーズン  |                                                            |    |    |      |
| 開催日              | 大会名                                                     | SP | FP | 結果 |
| 2003年4月10日-13日  | 2003年トリグラフトロフィー ジュニアクラス（イェセニツェ）  | 1  | 1  | 1    |
| 2002年12月12日-15日 | 2002/2003 ISUジュニアグランプリファイナル（ハーグ）        | 5  | 6  | 6    |
| 2002年10月3日-6日   | ISUジュニアグランプリ スケートスロバキア（ブラチスラヴァ） | 2  | 5  | 4    |
| 2002年8月21日-25日  | ISUジュニアグランプリ クールシュヴェル（クールシュヴェル） | 4  | 3  | 3    |